# Rheinische Musikschule

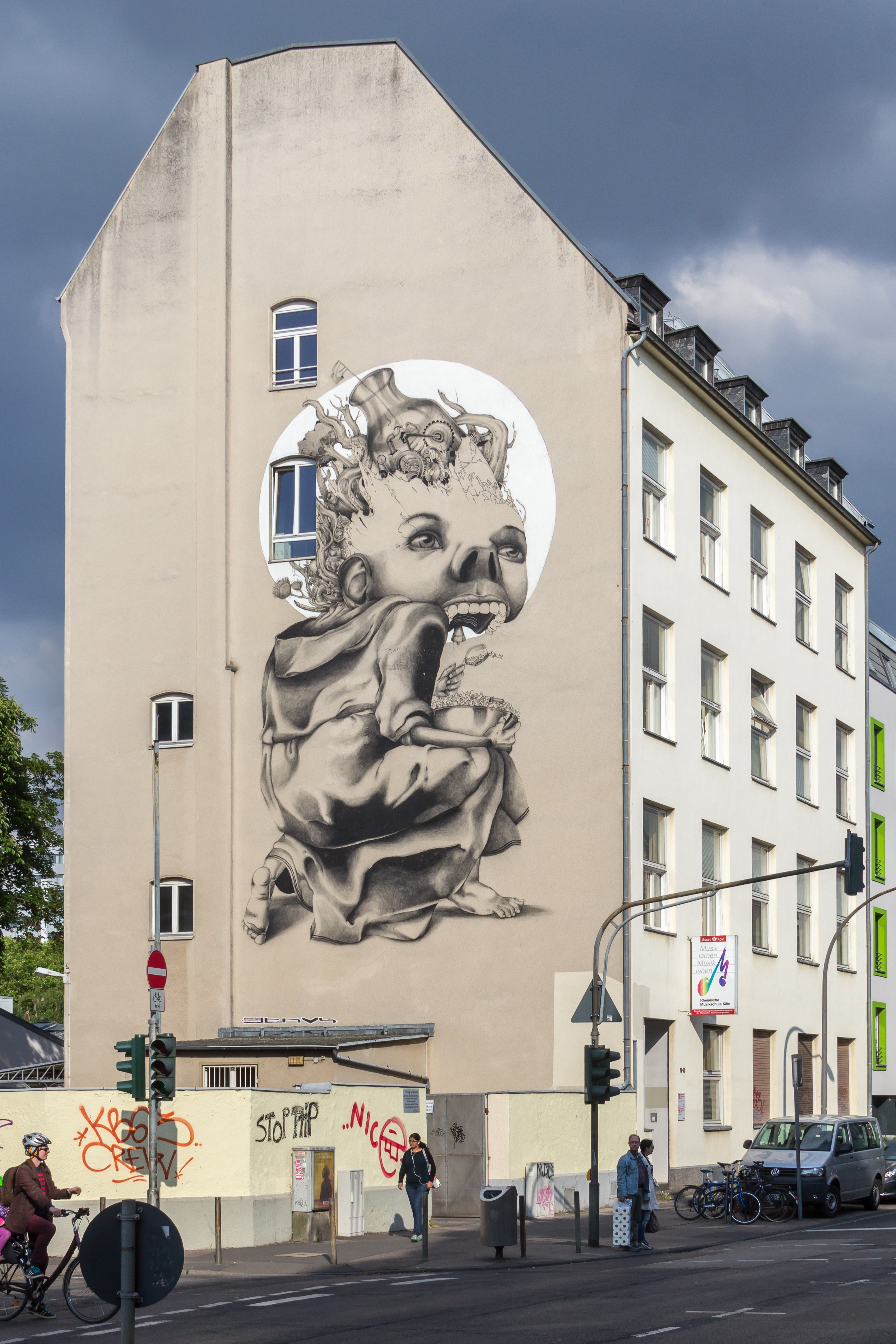
La Rheinische Musikschule, Vogelsanger Straße, Cologne.

La Rheinische Musikschule (École de musique du Rhin), est un conservatoire de musique de Cologne en Allemagne. Fondé en 1845, il assure l'enseignement musical de la ville de Cologne. Son directeur depuis le 1er novembre 2013 est M. Tillan Fischer.

## Élèves fameux
- Hans Bund (de) (1898–1982), pianiste et chef d'orchestre
- Till Brönner (* 1971), trompettiste et compositeur de jazz
- Herbert Eimert (1897-1972), compositeur de musique électronique
- Helmut Kickton (* 1956), musicien d'église[2]
- Elly Ney (1882–1968), pianiste
- August von Othegraven (1864-1946), compositeur
- Ferdinand Schmidt (1883-1952)
- Markus Stockhausen (* 1957), trompettiste et compositeur.